# Kiczory (Schlesische Beskiden)
Der Kiczory (poln.) bzw. Kyčera (tschech.) ist ein Berg in Polen und Tschechien. Auf seinem Gipfel treffen sich die Gemeindegebiete der polnischen Gemeinden Wisła und Istebna und der tschechischen Gemeinde Písek u Jablunkova. Mit einer Höhe von 990 m ist er der zweithöchste Berg im Czantoria-Kamm der Schlesischen Beskiden. Der Berg ist ein beliebtes Touristenziel mit vielen Ausblicken auf die benachbarten Gebirge und das Tiefland.

## Tourismus
Auf den Gipfel führen mehrere markierte Wanderwege von polnischer und tschechischer Seite. Über den Kamm verläuft auch der Beskiden-Hauptwanderweg von Ustroń nach Wołosate in den Bieszczady.

## Panorama

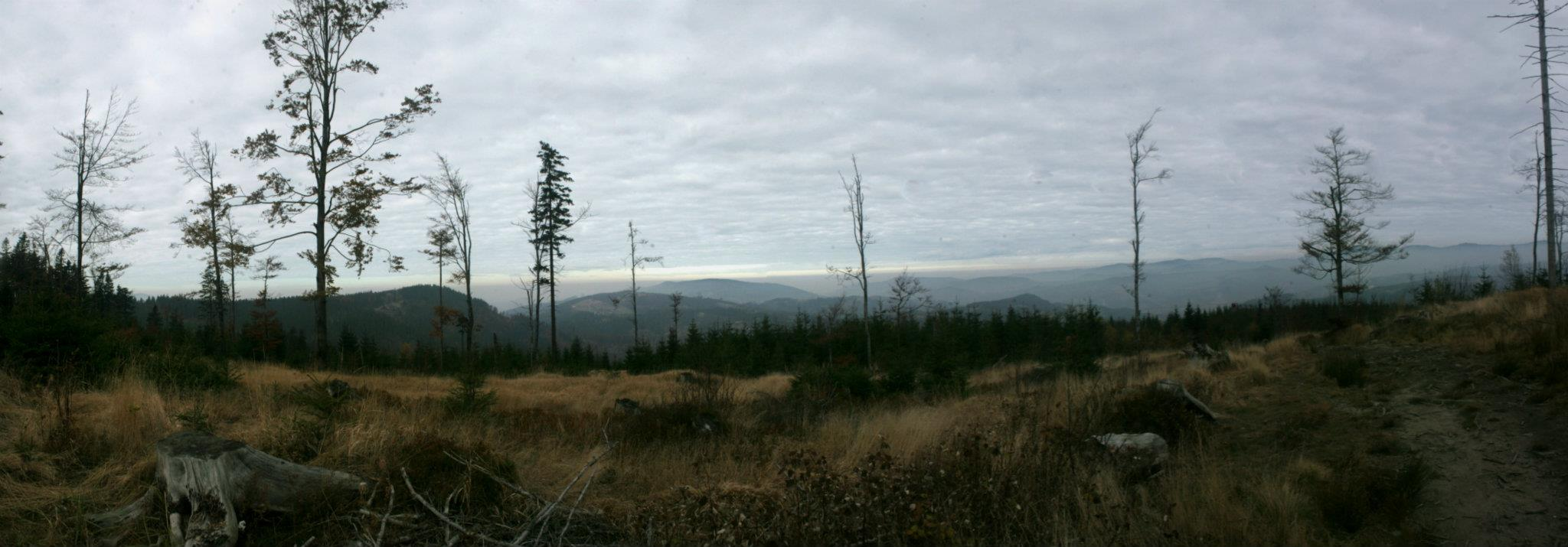
Panorama vom Gipfel